# Hory András
Hory András (Kolozsvár, 1883. január 5. – Bécs, 1971. április 2.) diplomata, politikai író.

## Élete
Kolozsvárott, Budapesten és Párizsban végezte az egyetemet. A külügyminisztérium tisztviselőjeként követségi titkár lett Bukarestben. 1918. január és februárjában a bukaresti béketárgyalásokon is részt vett. 1919-től követségi tanácsos. 1927–1934 között az albániai képviselettel is megbízott olaszországi követ volt Rómában. 1934–1936 között a külügyminiszter állandó helyettese. 1936–1939 között lengyelországi követ volt Varsóban. 1939 szeptemberében állomáshelyén és a lengyel kormány mellett maradt. 
Ezután a külügyminiszter közvetlen alárendeltje volt. 1940 augusztusában a magyar kormány megbízottja a sikertelen szörényvári tárgyalásokon, ahol Valeriu Poppal tárgyalt. Ezt követte a második bécsi döntés.
1945-ben Bécsben telepedett le, majd kivándorolt az Amerikai Egyesült Államokba. Később visszatért Bécsbe.

## Művei
- Románia termelési viszonyai; Kolozsvár, 1913
- Romániai jegyzetek; Budapest, 1914
- A múlt kísért a steier hegyekben; Wien, 1964
- Legyen úgy, mint régen volt...; Wien, 1964
- A kulisszák mögött. A második világháború előzményei, ami és ahogy a valóságban történt; Wien, 1965
- A diplomáciai szolgálat. Wien, 1965
- "Még egy barázdát sem". Az erdélyi kérdés - A turnu-severini magyar–román tárgyalások története. München, 1967
- Bukaresttől Varsóig; sajtó alá rend. Pritz Pál; Gondolat Kiadó, Budapest, 1987. ISBN 963-281-798-2
- Belmagyar utca 47. Egy kis kolozsvári diák élete a 19. század végén; sajtó alá rend. Sas Péter; Művelődés, Kolozsvár, 2024. ISBN 978-606-8980-45-4